# Аксюхново
Аксюхново (рос. Аксюхново) — присілок в Новосокольницькому районі Псковської області Російської Федерації.
Населення становить 7 осіб. Входить до складу муніципального утворення Маєвська волость.

## Історія
Від 2015 року входить до складу муніципального утворення Маєвська волость.

## Населення
| 2001 | 2002 | 2010 |
| ---- | ---- | ---- |
| 7    | →7   | →7   |